# Taça de Portugal de Futsal de 2014–15
A edição da Taça de Portugal de Futsal referente à época de 2014/2015 decorreu entre 26 de Outubro de 2014 - 1ª Eliminatória - e 3 de Maio de 2015, data em que se disputou a final a qual teve lugar no Pavilhão Multiusos de Sines, Sines.

## Taça de Portugal de Futsal 2014/2015

### Final
| Final                  | Final                                                                                   |
| ---------------------- | --------------------------------------------------------------------------------------- |
| AD Fundão – SL Benfica | 2 – 5 (Mário Freitas 33’ 39’ – Ré 9’ 19’, Mancuso 17’, Bruno Coelho 26’, Jefferson 32’) |

### Meias-Finais
| Sporting CP - SL Benfica | 1 – 2 |  | Modicus - AD Fundão | 0 – 3 |

### Quartos-de-Final
| Quartos-de-Final     | Quartos-de-Final | Quartos-de-Final | Quartos-de-Final      | Quartos-de-Final |
| -------------------- | ---------------- | ---------------- | --------------------- | ---------------- |
| Fátima - SL Benfica  | 3 – 7            |                  | Sporting CP - Rio Ave | 7 – 2            |
| Modicus - Belenenses | 2 – 1            |                  | Burinhosa - AD Fundão | 3 – 4            |

### Oitavos-de-Final
| Oitavos-de-Final         | Oitavos-de-Final | Oitavos-de-Final | Oitavos-de-Final            | Oitavos-de-Final |
| ------------------------ | ---------------- | ---------------- | --------------------------- | ---------------- |
| Cascais - AD Fundão      | 0 – 2            |                  | Rio Ave - Leões Porto Salvo | 3 – 2            |
| Modicus - Póvoa Futsal   | 7 – 4            |                  | Fátima - UPVN               | 6 – 3            |
| AR Amarense - SL Benfica | 2 – 6            |                  | Casal Velho - Sporting CP   | 0 – 7            |
| ABC Nelas - Burinhosa    | 0 – 4            |                  | Operário Lagoa - Belenenses | 3 – 6            |

### 32 avos de final
| 32 avos de final                 | 32 avos de final | 32 avos de final | 32 avos de final                 | 32 avos de final    |
| -------------------------------- | ---------------- | ---------------- | -------------------------------- | ------------------- |
| Valpaços Futsal - Fátima         | 0 – 7            |                  | AD Fundão - SL Olivais           | 0 – 0 (3 – 1) g.p.  |
| SC Braga - SL Benfica            | 1 – 4            |                  | Os Indefectíveis - Modicus       | 0 – 1               |
| Piratas de Creixomil - Burinhosa | 3 – 6            |                  | Operário Lagoa - Arsenal Parada  | 6 – 5               |
| Portela - Leões Porto Salvo      | 1 – 2 (a.p.)     |                  | Rio Ave - Boavista               | 5 – 3               |
| Academia Caranguejeira - Cascais | 0 – 2            |                  | ABC Nelas - CS São João          | 7 – 7 (10 – 9) g.p. |
| GDR Lameirinhas - Póvoa Futsal   | 1 – 2            |                  | Lobitos Futsal - Belenenses      | 3 – 6               |
| AR Amarense - ACR Vale de Cambra | 5 – 2            |                  | Beira-Mar - Casal Velho          | 5 – 7 (a.p.)        |
| UPVN - Feirense                  | 3 – 1            |                  | Unidos Pinheirense - Sporting CP | 2 – 4               |

### 3ª Eliminatória
| 3ª Eliminatória                     | 3ª Eliminatória    | 3ª Eliminatória | 3ª Eliminatória                        | 3ª Eliminatória |
| ----------------------------------- | ------------------ | --------------- | -------------------------------------- | --------------- |
| Portela - Paredes                   | 6 – 0              |                 | Valpaços Futsal - Bairro Boa Esperança | 7 – 2           |
| Os Indefectíveis - Atlético CP      | 4 – 3              |                 | Sonâmbulos - Fátima                    | 3 – 4           |
| Operário Lagoa - Viseu 2001         | 5 – 2              |                 | Fonsecas e Calçada - ABC Nelas         | 2 – 5           |
| CDC Priscos - AR Amarense           | 4 – 5              |                 | Feirense - Eléctrico                   | 7 – 4 (a.p.)    |
| Lobitos Futsal - Desp. Aves         | 5 – 4              |                 | Domus Nostra - Beira-Mar               | 2 – 4           |
| UPVN - Lamas Futsal                 | 4 – 3              |                 | CS São João - AMSAC                    | 3 – 2           |
| Arsenal Parada - Cohaemato          | 5 – 2              |                 | Louletano - Casal Velho                | 3 – 4 (a.p.)    |
| Futsal Azeméis - ACR Vale de Cambra | 4 – 5              |                 | GDR Lameirinhas - Rabo Peixe           | 3 – 1           |
| Marítimo - Academia Caranguejeira   | 3 – 3 (0 – 2) g.p. |                 | Piratas de Creixomil - Matraquilhos FC | 4 –1            |

### 2ª Eliminatória
| 2ª Eliminatória                           | 2ª Eliminatória | 2ª Eliminatória | 2ª Eliminatória                     | 2ª Eliminatória    |
| ----------------------------------------- | --------------- | --------------- | ----------------------------------- | ------------------ |
| Marítimo - Desp. Ordem                    | CANC            |                 | Valpaços Futsal - AD São Romão      | 5 – 1              |
| CPR Pocariça - Os Indefectíveis           | 3 – 5           |                 | Cruzado Canicense - Portela         | 6 – 7 (a.p.)       |
| CP Miranda Corvo - Academia Caranguejeira | 3 – 4           |                 | Rabo Peixe - U. Montemor            | 3 – 2              |
| Arsenal Parada - Cariense                 | 5 – 2           |                 | Futsal Azeméis - ACDSC Cabeçudense  | 6 – 3              |
| Vila Flor - Piratas de Creixomil          | 0 – 12          |                 | ABC Nelas - Caxinas                 | 7 – 1              |
| São Martinho de Mouros - Cohaemato        | 2 – 4           |                 | Associação Soujovem - AR Amarense   | 1 – 4              |
| Operário Lagoa - Albufeira Futsal         | 4 – 3           |                 | SC Ferreirense - Fonsecas e Calçada | 0 – 7              |
| Atlético CP - Os Vinhais                  | 5 – 3           |                 | Quinta dos Lombos - AMSAC           | 3 – 4              |
| Louletano - Laranjal                      | 3 – 2           |                 | Eléctrico - Leceia                  | 2 – 1              |
| Fátima - Olho Marinho                     | 5 – 3           |                 | Amigos de Sá - Lamas Futsal         | 4 – 9              |
| CB Oleiros - Bairro Boa Esperança         | 3 – 4           |                 | Feirense - Pioneiros Bragança       | 4 – 3              |
| Santa Luzia - CDC Priscos                 | 3 – 5 (a.p.)    |                 | ASCRD Nogueiró - Paredes            | 6 – 8              |
| GDR Lameirinhas - Sangemil                | 4 – 1           |                 | Lobitos Futsal - Jaca               | 5 – 4              |
| Beira-Mar - Pedreles                      | 6 – 4           |                 | Casal Velho - Vila Verde            | 4 – 3              |
| Domus Nostra - Posto Santo                | 7 – 4           |                 | UPVN - Fabril Barreiro              | 2 – 1              |
| Sassoeiros - Sonâmbulos                   | 0 – 4           |                 | GD Cem Paus - Desp. Aves            | 2 – 2 (2 – 4) g.p. |
| São Mateus - CS São João                  | 2 – 5           |                 | Viseu 2001 - AJAB Tabuaço           | 10 – 3             |
| ACR Vale de Cambra - Gualtar              | 3 – 1           |                 | Tires Futsal - Matraquilhos FC      | 3 – 3 (2 – 3) g.p. |

### 1ª Eliminatória
| 1ª Eliminatória             | 1ª Eliminatória | 1ª Eliminatória | 1ª Eliminatória          | 1ª Eliminatória |
| --------------------------- | --------------- | --------------- | ------------------------ | --------------- |
| Louletano - VC Santarém     | 7 – 3           |                 | Boticas - Vila Flor      | 5 – 8           |
| Póvoa Meadas - Domus Nostra | 1 – 6           |                 | Casal Cinza - São Mateus | 0 – 7           |

### Jogo Cancelado
| Jogo Cancelado         | Jogo Cancelado | Jogo Cancelado | Jogo Cancelado  | Jogo Cancelado |
| ---------------------- | -------------- | -------------- | --------------- | -------------- |
| Marítimo - Desp. Ordem | 23/11/2014     | 16:00          | 2ª Eliminatória |                |